# Yelle
Julie Budet, más conocida por su apodo Yelle (acrónimo de You Enjoy Life), es una cantante francesa de electropop nacida el 17 de enero de 1983 en Saint-Brieuc, Bretaña. Asimismo, Yelle es también el nombre de la banda que integra con los DJs Grand Marnier (Jean François Perrier) y Tepr (Tanguy Destable).

## 2006-2010:Pop Up
El padre de Yelle, François Budet, se dedicaba profesionalmente a la música, por lo que Yelle tenía claro desde su infancia que quería ser cantante. Su carrera musical comenzó en 2006, cuando colgó en su MySpace personal Short Dick Cuizi, una canción que había compuesto con ayuda de su pareja sentimental Grand Marnier (quien también es productor y batería del grupo). En ella, Yelle arremetía contra el grupo de rap francés TTC (especialmente contra el cantante Cuizinier) y sus canciones de carácter machista. En un principio, la canción estuvo disponible únicamente para familiares y amigos, pero su éxito fue tal que, posteriormente, fue producida profesionalmente bajo el título Je Veux Te Voir.
Más tarde, la discográfica Source-etc se interesó por ella y se ofreció a producir su primer álbum. Así, el 3 de septiembre de 2007 salió a la venta Pop-Up. Además de Je Veux Te Voir, el remix de Tepr (quien se había unido al grupo unos meses antes de la publicación del álbum) del tema A Cause Des Garçons tuvo también una gran aceptación. Su videoclip, en el que aparecían tres bailarines de Tecktonik, fue uno de los principales representantes de este enérgico baile, y ha alcanzado ya los 15 millones de reproducciones en Youtube.
Tras el lanzamiento de Pop-Up, Yelle se convirtió en una de las artistas francesas más conocidas fuera de su país natal. Su fama comenzó a aumentar en octubre de 2007, cuando actuó como telonera en la gira francesa del cantante Mika, pero el fenómeno Yelle no se quedó en Francia. El hecho de cantar en francés no supuso un lastre para contactar con el público extranjero, que sólo buscaba divertirse y pasar un buen rato a pesar de no entender las letras de las canciones. Prueba de ello es C'est l'Amérique Tour, una gira iniciada en septiembre de 2008 con conciertos en  Argentina, Chile, Brasil, México, Colombia y Estados Unidos. Yelle también ha dado conciertos por toda Europa, así como en Australia y Japón.
En junio de 2009, Yelle participó en la serie iTunes Foreign Exchange, en la que dos bandas de dos países distintos hacen una versión de alguna canción en su lengua materna. Este intercambio musical dio como resultado el tema Qui Est Cette Fille, un cover de la canción de Robyn Who's That Girl. Gozó de una buena acogida, con casi 5.000 reproducciones en un día. Ese mismo año, Yelle apareció en la televisión francesa con una serie de comerciales para la línea Go Fresh, de Dove.
En marzo del año siguiente, Yelle colaboró con los DJs italianos Crookers en la creación de su álbum Tons Of Friends componiendo un tema llamado Cooler Couleur, la única canción del grupo escrita parcialmente en una lengua distinta al francés. Hacia finales de año, Yelle colaboró con el grupo francés Nouvelle Vague inetrpretando un remake del tema Ophélie, de Jad Wio. La canción se incluyó en el álbum de Nouvelle Vague llamado Couleurs sur Paris.

## 2011-2013:Safari Disco Club
Tras unos meses de inactividad, Yelle regresó al panorama musical con un segundo álbum titulado Safari Disco Club, que salió a la venta el 14 de marzo de 2011. Fue producido bajo un sello discográfico propio, Recreation Center, por lo que los componentes del grupo no contaban con ningún tipo de limitación o presión: (el proceso de composición del álbum duró alrededor de un año). Supone una evolución en el estilo musical del grupo, menos infantil y alegre pero con la misma intención de hacer bailar que Pop-Up.
La cantante americana Katy Perry, que se declara seguidora de Yelle, la invitó a actuar como telonera en su gira por el Reino Unido a finales de marzo y comienzos de abril de 2011. Más tarde, Yelle se sumergió en la gira Safari Disco Tour, prolongada hasta diciembre de 2011, que incluía conciertos en Estados Unidos, Canadá, España, Alemania, Bélgica, Suecia, Dinamarca, Francia, Australia, Japón, México, Brasil, Argentina, Chile,  Colombia y una larga lista de países más.

## 2014:Complètement Fou
En septiembre de 2014, Yelle regresó al panorama musical con su tercer álbum, Complètement Fou. En esta ocasión, Tepr no se involucró en este proyecto para centrarse en su carrera en solitario. En cambio, Yelle y GrandMarnier contaron con la ayuda del reputado productor Dr. Luke, quien los descubrió años atrás a través de su remix del Hot N Cold de Katy Perry. Así, Complètement Fou fue un álbum realizado a medio camino entre Los Ángeles y Saint-Brieuc. Salió a la venta el 29 de septiembre de 2014 bajo el sello Kemosabe Records, propiedad de Dr. Luke.

## 2017:Nueva Música
El 7 de abril de 2017, Yelle publicó un nuevo sencillo titulado Interpassion, inspirado en todo el amor que la artista recibió en su última gira mundial, y eso parecería explicar la divertida mezcla de idiomas que tiene la letra.

## 2020:L'Ère du Verseau
Seis años después de Complètement Fou, Yelle lanzó en septiembre de 2020 su cuarto álbum de estudio, L'Ère du Verseau, (en español, La Era de Acuario) a través de Recreation Center, el sello discográfico de la banda. En abril de 2020 se lanzó el primer sencillo, Je t'aime encore, seguido de Karaté y Noir. El disco fue grabado en Montreal y producido por Jean-François Perrier.
En este trabajo Yelle se aleja de los sonidos festivos y divertidos de sus anteriores álbumes para centrarse en un pop más melancólico y nostálgico, tratando temas como el cariño de la banda por su Francia natal. 

## Cine
En febrero de 2009, Yelle dio sus primeros pinitos como actriz de cine. Fue escogida por el director de cine Clément Michel para protagonizar el cortometraje Une pute et un poussin (Una puta y un polluelo), en el que Yelle interpreta a una prostituta perdida en mitad de ninguna parte que tiene un encuentro casual con un hombre vestido de pollito. Este filme, incluido en la serie La Collection de Canal +, tuvo un gran éxito y ganó más de diez premios en diversos festivales de cine, entre ellos el galardón de "Mejor actriz de cortometraje", y estuvo nominado a los prestigiosos Premios César.
Desde entonces, Yelle ha recibido algunas ofertas en el mundo del cine, pero las rechazó por falta de tiempo o porque no le gustaron. Aun así, Yelle interpretó un pequeño papel en el largometraje de Clément Michel La stratégie de la poussette en el año 2012.

## Discografía

### Álbumes
- Pop-Up - 2007
- Safari Disco Club - 2011
- Complètement Fou - 2014
- L'Ère du Verseau - 2020

### Sencillos
- "Je Veux Te Voir" - 2006
- "À Cause Des Garçons" - 2007
- "Ce Jeu" - 2008
- "Qui Est Cette Fille?" - 2009
- "Cooler Couleur" - 2010
- "La Musique" - 2010
- "Safari Disco Club" - 2011
- "Que Veux Tu?" - 2011
- "Comme Un Enfant" - 2011
- L'amour Parfait - EP - 2013
- "Complètement Fou" - 2014
- "Ba$$in" - 2015
- "Moteur Action" - 2015
- "Interpassion" - 2017
- "Romeo" - 2017
- "OMG!!!" - 2018
- "Je T’aime Encore" - 2020
- "Karaté" - 2020
- "J’veux Un Chien" - 2020
- "Vue D’en Face" - 2020
- "Top Fan" - 2023

## Sitios externos
- Sitio web oficial
- Yelle en Myspace
- OH-YELLE (Foro oficial)
- Yelle en X (antes Twitter)

- Datos: Q18574071
- Multimedia: Yelle / Q18574071